# Schistostege knupfferi
Schistostege knupfferi är en fjärilsart som beskrevs av Friedrich von Huene 1905. Schistostege knupfferi ingår i släktet Schistostege och familjen mätare. Inga underarter finns listade.